# إسعاف (اسم)
إِسْعَاف هو اسم علم مذكر ومؤنث من أصل عربي، ومعناه هو قضاء الحاجة ودنوُّها، والإسعاف المساعدة.